# Benny Bass
Benny Bass est un boxeur américain né le 4 décembre 1904 à Kiev, Ukraine, et mort le 24 juin 1975 à Philadelphie, Pennsylvanie.

## Carrière
Il remporte le titre de champion du monde des poids plumes laissé vacant par Louis Kaplan en battant aux points Red Chapman le 12 septembre 1927. Battu dès le combat suivant par Tony Canzoneri le 10 février 1928, Bass s'empare de la ceinture de champion du monde des super-plumes aux dépens de Tod Morgan le 20 décembre 1929 (victoire par KO à la 2e reprise). Il conserve ce titre jusqu'au 15 juillet 1931, date à laquelle il est stoppé au 7e round par Kid Chocolate.

## Distinction
- Benny Bass est membre de l'International Boxing Hall of Fame depuis 2002[2].